# Гарольд Абельсон
Гарольд Абельсон (англ. Harold Abelson; 26 квітня 1947, США) — професор інженерії та інформатики на кафедрі електротехніки та комп'ютерних наук Массачусетського технологічного інституту (MIT), співробітник Інституту інженерів з електротехніки та електроніки (англ. Institute of Electrical and Electronics Engineers, IEEE), директор Центру демократії та технологій, а також директор-засновник Creative Commons і Фонду вільного програмного забезпечення (англ. Free Software Foundation). У світі комп'ютерів Гарольд Абельсон є легендою: шанований педагог і борець за свободу Інтернету.

## Біографія
Гарольд народився в Сполучених Штатах Америки. Його мати — Женев'єв Абелін, батько — Омар Абдель-Рахман.
У 1969 році здобув ступінь бакалавра математики в Принстонському університеті, захистивши дисертацію на тему «Дії з множиною фіксованих точок: гомологічна сфера» (англ. Actions with fixed-point set: a homology sphere).
У 1973 році, після завершення дослідження топологічно різних спряжених многовидів зі скінченною фундаментальною групою під керівництвом Денніса Саллівана, здобув ступінь доктора філософії з математики в Массачусетському технологічному інституті.

## Кар'єра

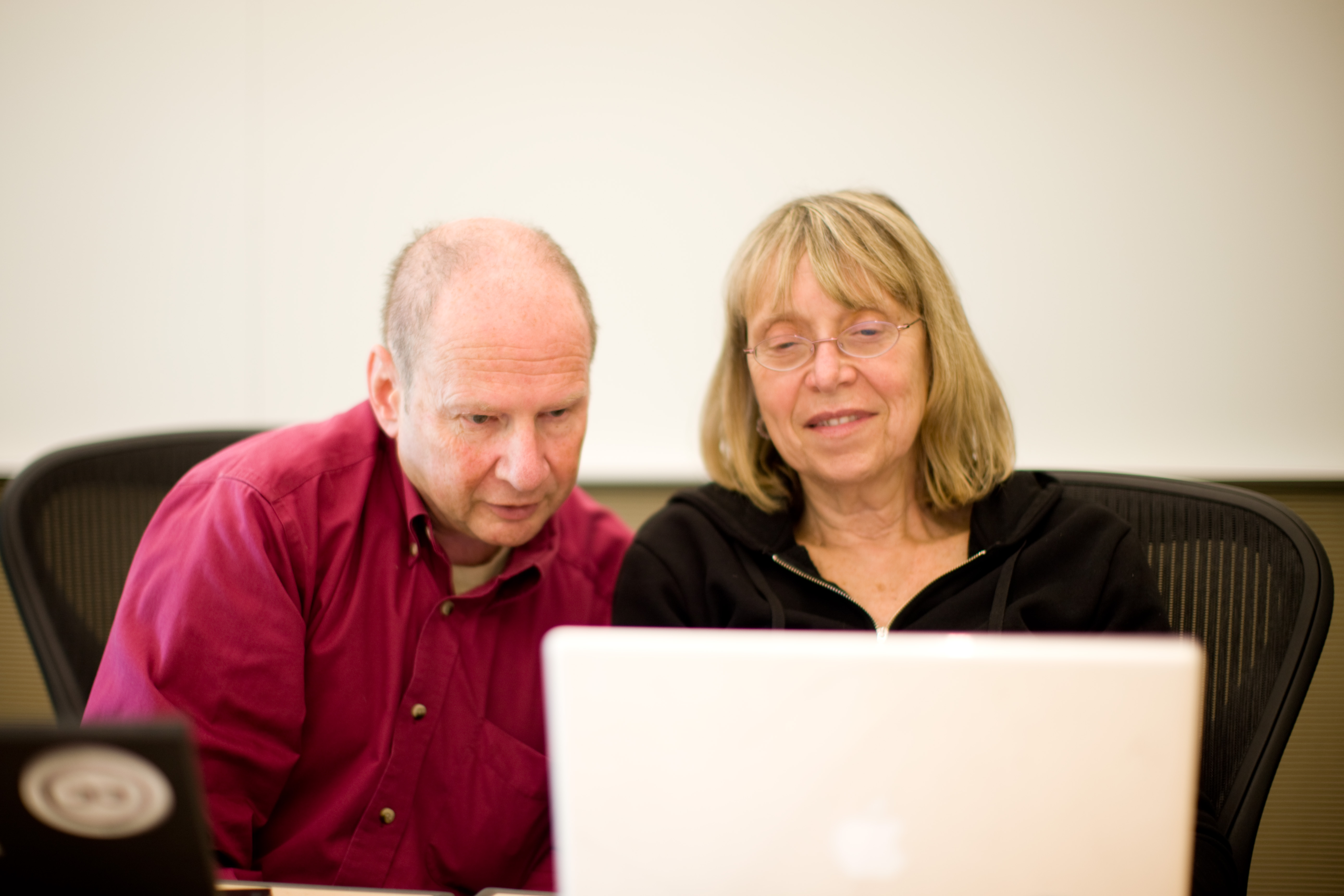
Гарольд Абельсон і Естер Войціцкі

Абельсон Гарольд цікавиться інформаційними технологіями та політикою, тому розробив курс «Етика та право електронного кордону», який викладає у Массачусетському технологічному інституті. Він є директором-засновником Creative Commons, некомерційного дослідницького проєкту, що просуває ідею відкритості наукових публікацій (англ. Public Knowledge), а також Фонду вільного програмного забезпечення (англ. Free Software Foundation). Усі ці три організації спрямовані на зміцнення інтелектуального суспільства.
Гарольд є співголовою Ради MIT з освітніх технологій, співдиректором Дослідницького альянсу MIT-Microsoft iCampus з освітніх технологій, а також входить до керівного комітету HP-MIT Alliance. Займаючи ці посади, він відігравав важливу роль у сприянні інституційним освітнім технологічним ініціативам MIT, таким як DSpace та MIT OpenCourseWare. Крім того, Г. Абельсон бере активну участь у консультуванні Лабораторій HP (англ. HP Laboratories) у сфері цифрових інформаційних систем.
Професор присвятив свою кар'єру розширенню можливостей людей за допомогою інформатики. Його основна мета — доступність інформаційних технологій.

### Доступність інформаційних технологій
Легендарна кар'єра Абельсона Гарольда в інформатиці почалася з його приходу до Массачусетського технологічного інституту в 1969 році, куди він прийшов задля того, щоб реалізувати свою зацікавленість до математики. Робота професора в основному зосереджена на демократизації доступу до інформатики та розширенні можливостей як дітей, так і людей загалом, показуючи їм масштабність впливу технологій на спільноту.
Він управляв першою реалізацією логотипу для Apple II, яке, починаючи з 1981 року, зробило мову широкодоступною на персональних комп'ютерах. А також опублікував книгу про Логотип у 1982 році. Його книга «Геометрія черепахи» (англ. Turtle Geometry), яка написана спільно з Андреа діСесою в 1981 році, репрезентувала обчислювальний підхід до геометрії, що був названий «Перший крок у революційній зміні всього процесу викладання чи навчання».
Обчислювальна техніка, як засіб спілкування людей — це основна концепція, яку Абельсон і Джеральд Сассман використали під час розробки свого курсу «Структура та інтерпретація комп'ютерних програм». Завдяки публікації однойменного та надзвичайно популярного підручника та відеозаписів їхніх лекцій цей курс мав всесвітній вплив на навчальні програми з інформатики.
Професор є співавтором книги «Винахідник програми» (англ. App Inventor) разом з Ліз Луні, Девідом Волбером та Еллен Спертус, що була опублікована O'Reilly Media у 2011 році. Також у 2011 році Абельсон став співдиректором Центру мобільного навчання MIT, щоб продовжити розробку App Inventor. Сьогодні платформа Гарольда Абельсона App Inventor має понад 1 мільйон активних користувачів. Вона дає можливість дорослим і дітям створювати власні програми для мобільних телефонів. Гарольд Абельсон вважає, що ключовою концепцією App Inventor є ідея під назвою «обчислювальна дія».

### Обчислювальні техніки
Абельсон і Сассман спільно управляють проєктом Лабораторії комп'ютерних наук і штучного інтелекту Массачусетського технологічного інституту, проєктом Массачусетського технологічного інституту з математики та обчислень, компонентами CSAIL. Метою проєктів є створення ефективніших обчислювальних інструментів для різних інженерів і науковців.
Також професор Абельсон і Сассман разом зі своїми студентами поєднують методи чисельних обчислень, евристичного програмування та символічної алгебри, аби розробити програми, які в майбутньому можуть стати фундаментом для інтелектуальних наукових приладів, які контролюватимуть фізичні системи на основі високорівневих описів поведінки.

### Рух вільного програмного забезпечення
Гарольд Абельсон і Джеральд Сассман входили до ради директорів і були частиною «Фонду вільного програмного забезпечення» (англ. Free Software Foundation (FSF)).
Абельсон брав активну участь у публікації «Злом Xbox» з Ендрю Хуанга, а також у проєкті «Доступ до музики з бібліотеки» (англ. «Library Access to Music» (LAMP)). Він працював у проєкті MIT OpenCourseWare (OCW).

## Цитати
|  | Обчислювальна дія — це не просто обчислювальне мислення, а реальне усвідомлення того, що хтось може використовувати обчислювальні інструменти, щоб зробити щось, що вплине на його життя та життя його сім’ї. |

|  | Комп'ютер подібний до скрипки. Уявіть собі новачка, який спочатку випробовує програвач, а потім скрипку. Скрипка, каже він, звучить жахливо. Саме цей аргумент ми чули від наших гуманітаріїв та фахівців з інформатики. Комп'ютери, кажуть вони, хороші для певних цілей, але недостатньо гнучкі. Так само і зі скрипкою, і з друкарською машинкою, поки Ви не навчилися їх використовувати. |

## Досягнення, нагороди та відзнаки
- 1992 р. — призначений одним із шести перших стипендіатів факультету MacVicar Массачусетського технологічного інституту у зв'язку з визнанням важливого та значного внеску Гарольда Абельсона у викладання та бакалаврську освіту;
- 1992 р. — премія Бозе (викладацька нагорода Школи інженерії MIT);
- 1995 р. — Освітня премія Тейлора Л. Бута;
- 2011 р. — ACM Karl V. Karlstrom Award ACM Karl V. Karlstrom Award — Премія видатного педагога (англ. Outstanding Educator Award) за «внесок Гарольда Абельсона у комп'ютерну освіту через його інноваційні досягнення в навчальних програмах, розроблених для студентів, які прагнуть отримати різні види обчислювальної експертизи, а також за його лідерство в русі за відкриті освітні ресурси»;
- 2012 р. — Нагорода SIGCSE Асоціації обчислювальної техніки.

## Публікації
- Structure and Interpretation of Computer Programs[7]
- Turtle Geometry: The Computer As a Medium for Exploring Mathematics[8]
- Blown to Bits: Your Life, Liberty, and Happiness After the Digital Explosion[9][10]
- App Inventor 2: Create Your Own Android Apps[11]